# Caesar a Kleopatra
Caesar a Kleopara (1898, Caesar and Cleopatra) je divadelní hra anglického dramatika irského původu Georga Bernarda Shawa, nositele Nobelovy ceny za literaturu za rok 1925. Jde o druhou z her, která vyšla roku 1901 ve sbírce Tři hry pro puritány (Three Plays for Puritane) společně s hrami Pekelník (1897, Devil's Dicsiple) a  Obrácení kapitána Brassbounda (1899, Captain Brassbound's Conversion). Puritáni však nebyli pro Shawa náboženští horlivci, nýbrž střízliví realisté, kteří stejně jako on zavrhovali sentiment i sebeklam a prosazovali osvobozující poznání.
Hra je parodií tragédie Williama Shakespeara Antonius a Kleopatra a je zaměřená proti idealizujícímu pojetí velké lásky. Na rozdíl od Shakespearovy vášnivé a heroické Kleopatry je Shawova Kleopatra zcela nehrdinská, ale zato neodolatelná mladičká koketa. Caesar, kterého Shaw pojmul ve shodě s německým historikem Theodorem Mommsenem jako reformátora s demokratickými sklony bojujícího s aristrokratickým senátem, není ve hře Kleopatřiným milencem, ale učitelem, který z ní vychovává ženu a uvážlivou královnu. Musí však odjet do Říma a Kleopatra se mezitím naivně nadchne pro krasavce Marka Antonia, který není schopen předvídat zvraty dějin.
Podle hry byl roku 1945 natočen britský film režiséra Gabriela Pascala v hlavních rolích s Claudem Rainsem a Vivien Leighovou.